# Vitoria Daniela Bousso
Vitoria Daniela Bousso (Cairo, 1 de junho de 1956) é historiadora, crítica e curadora de arte contemporânea e novas mídias.  Foi diretora do Paço das Artes e diretora executiva da organização social gestora do Paço das Artes e do Museu da Imagem e do Som de São Paulo, responsável em 2007 pelo reposicionamento deste último.
Graduou-se em Artes Plásticas pela FAAP em 1980. Mestre em História da Arte Brasileira pela Escola de Comunicações e Artes da USP (1992) e doutora em Comunicação e Semiótica pela PUC-SP, tendo defendido, em 2006, a tese "Metacorpos: a trajetória da subjetividade ao longo de um século", sob orientação de Lucia Santaella.
Iniciou atividades profissionais na Pinacoteca do Estado de São Paulo em 1977. Leciona História da arte na FAAP de 1986 a 1989. Começa a trabalhar no Paço das Artes em 1987 e em fevereiro de 1997 torna-se diretora da instituição. Em 2007, assumiu também a direção do Museu da Imagem e do Som de São Paulo, atualizando a tipologia “imagem e som” para as novas mídias. Permaneceu à frente das duas instituições até maio de 2011, quando foi demitida por imposição do Secretário Estadual de Cultura Angelo Andrea Matarazzo, provocando reação pública contra a interferência do governo de São Paulo na mudança de foco do MIS.

## Curadorias
- 2011: Infinito Paisaje, Espacio Fundación Telefónica[11], Buenos Aires
- 2011: Perceptum Mutantis, MIS[12], São Paulo
- 2009: en:Pipilotti Rist, Paço das Artes[13] e MIS[14], São Paulo
- 2008: Passagens, Museu Reina Sofia[15], Espanha
- 2007: Por um Fio, Paço das Artes[16], São Paulo e Espaço Cultural CPFL[17], Campinas
- 2007: Vik Muniz, Paço das Artes[18], São Paulo
- 2006: Janaina Tschäpe, Paço das Artes[19], São Paulo (BOUSSO, 2006)
- 2006: //Paralela 2006, Pavilhão Armando de Arruda Pereira, São Paulo[20], São Paulo
- 2006: Interconnect @ between attention and immersion (co-curadoria com en:Peter Wiebel), ZKM – Centro de Mídia Arte[21][22], Alemanha
- 2004: Em Tempo, Sem Tempo, Paço das Artes[23], São Paulo (BOUSSO, 2005)
- 2004: Hiper Relações Eletro-Digitais, Santander Cultural[24], Porto Alegre (BOUSSO, 2004)
- 2003: Metacorpos, Paço das Artes[25], São Paulo (BOUSSO, 2003)
- 2002: Intimidade, Paço das Artes[26], São Paulo (BOUSSO, 2002)
- 2001: Rede de Tensão - Bienal 50 Anos (co-curadoria com Maria Alice Milliet), Fundação Bienal de São Paulo
- 2001: Rede de Tensão, Paço das Artes, São Paulo (BOUSSO, 2001)
- 2001: Sala Especial Rafael França na Bienal do Mercosul, Porto Alegre
- 2000: Artur Barrio: a metáfora dos fluxos 2000/1968, Paço das Artes, São Paulo
- 1999: Por que Duchamp?, Paço das Artes[27], São Paulo
- 1999: Acima do Bem e do Mal, Paço das Artes, São Paulo
- 1998: City Canibal, Paço das Artes, São Paulo
- 1998: Salas Denis Oppenheim e Tony Oursler, XXIV Bienal de São Paulo
- 1997: Intervalos, Paço das Artes, São Paulo (BOUSSO, 1997)
- 1997: Mediações, Instituto Itaú Cultural, São Paulo
- 1996: Excesso, Paço das Artes, São Paulo (BOUSSO, RIBENBOIM, 1996)
- 1995: No Limiar da Tecnologia, Paço das Artes, São Paulo
- 1986: São Paulo - Toronto: do singular às afinidades, SESC Pompeia

## Projetos especiais
- 2007: Concebe o reposicionamento do Museu da Imagem e do Som de São Paulo para o trabalho com as novas mídias[1][2]
- 2005: Concebe e organiza o Simpósio Internacional de Arte Contemporânea no Paço das Artes
- 2005: Concebe e organiza o projeto Ocupação no Paço das Artes, que recebe o Prêmio APCA para Melhor Iniciativa Cultural em Arte Visuais de 2005[28] (PAÇO DAS ARTES, 2007)
- 2000: Concebe o Prêmio Sergio Motta de Arte e Tecnologia do qual foi curadora até 2008
- 1999: Coordenação curatorial da primeira edição do Rumos Artes Visuais do Itaú Cultural junto com Angélica de Moraes e Fernando Cocchiarale[29]
- 1994-1996: Desenvolve projeto de planejamento estratégico em artes visuais contemporâneas para a Prefeitura de Jacareí – SP, com a curadoria e produção de exposições de acervo, o salão de artes de Jacareí (Saja) e cursos de capacitação para professores da rede pública local.